# Чупров, Валентин Иванович
Валентин Иванович Чупров (29 марта 1952 — начало 2010-х) — советский хоккеист, защитник. Мастер спорта СССР.

## Биография
Воспитанник горьковского «Торпедо». С сезона 1973/74 играл в команде второй лиги «Полёт» Горький. В сезоне 1974/75 провёл пять матчей за «Торпедо» в чемпионате СССР, в начале следующего сезона — ещё один матч. Девять сезонов (1975/76 — 1982/83) отыграл за ижевскую «Ижсталь», три сезона — в высшей лиге. Завершал карьеру в воронежском «Буране» (1983/84 — 1984/85).
После перелома позвоночника был прикован к послети. Скончался на рубеже 2000-х — 2010-х годов.
Сын Михаил (1973—1999) также был хоккеистом.